# Bart's New Friend
«Bart's New Friend» (укр. «Новий друг Барта») — одинадцята серія двадцять шостого сезону мультсеріалу «Сімпсони», прем'єра якої відбулась 11 січня 2015 року у США на телеканалі «Fox».

## Сюжет
Гомер дізнається, що у відставку йде інспектор з безпеки сектору 7G Спрінґфілдської АЕС Дон Букнер. Той багато років покривав Гомера на станції, а це означає, що Гомеру доведеться справді працювати з цього моменту. Він знаходиться під тиском і не може зробити перерву.
Мардж пропонує всією сім'єю піти в цирк. Однак, в цирку Гомер все ще не може повеселитися. Барт пропонує побачити шоу гіпнотизера. Гіпнотизер Свен Ґоллі змушує Гомера повірити, що йому знову 10 років. Несподівано з'ясовується, що Свен Ґоллі — злочинець, після чого він втікає від шефа Віґґама (залишивши Гомера). У лікарні доктор Гібберт пояснює, що єдиний спосіб повернути свідомість Гомера назад — знову зв'язатися з Ґоллі.
Обставини змушують Барта ділитися своєю кімнатою з Гомером, і він дивується, коли новий Гомер говорить, що коли виросте він не хоче мати ні роботи, ні родини. Барт робить Гомера своїм новим кращим другом. Однак, Мардж починає сумувати за своїм старим чоловіком, незважаючи на те, що їхні діти веселяться з ним: Ліса влаштовує з ним концерт, а Барт ухиляється від хуліганів завдяки захисту Гомера.
Тим часом шефові Віґґам, нарешті, вдається схопити Свена Ґоллі. Він планує повернути Гомера назад, але він і Мардж виявляють, що Гомер і Барт пішли з дому і втекли у «Парк Чуха і Сверблячки».
Гомера, нарешті, ловлять, і він розривається між його любов'ю до Мардж і його новим зв'язком з Бартом. Він обирає перше і «прощається» з його кращим другом, радячи йому бути десятирічним назавжди. Свен Ґоллі повертає Гомера до свого старого «я», але перш. Пізніше, Гомер зізнається Барту, що у нього був особливий друг в дитинстві, але він не пам'ятає, хто він. Він також вирішує не душити його більше і швидше хоче вийти в стосунках з ним на новий крок. Згодом з'ясовується, що Мардж ще попросила Свена Ґоллі зробити Гомера більш ласкавим у ліжку.
У фінальній сцені показано спеціально виготовлену камеру. З'ясовується, що Свену Ґоллі вдалося загіпнотизувати Віґґама, який вважає, що це він є ув'язненим злочинцем, і залишити його в камері. Пізніше його відвідує Локі…

## Виробництво
Серію написав кінорежисер і комік Джадд Апатоу. Епізод виник як специфічний сценарій, який Апатоу написав, коли йому було 22 (1990 року), у стилі перших серій «Сімпсонів».
В інтерв'ю Конану О'Браєн 2012 року Джадд Апатоу заявив, що написав сценарій 1990 року і «[йому] зателефонували від „Сімпсонів“, сказавши „Ми збираємося знімати цей епізод наступного [2013] року“».

## Цікаві факти і культурні відсилання
- Перед фінальною сценою серії є кадр в пам'ять про жертв теракту 7 січня 2015 року в редакції «Charlie Hebdo», на якому Меґґі, чия поза нагадує картину Ежена Делакруа «Свобода, що веде народ», тримає прапор, з написом «Je Suis Charlie»[3].

## Ставлення критиків і глядачів
Під час прем'єри серію переглянули 4,28 млн осіб з рейтингом 2.0, що зробило її найпопулярнішим шоу на каналі «Fox» тієї ночі.
Денніс Перкінс з «The A.V. Club» дав серії оцінку B сказавши, що відкидає «ідею, що у Сімпсонів немає історій, тому що немає кінця історій, які можуть бути виділені з відносин і конфліктів сімейної одиниці».
Джессі Шедін з «IGN» дав епізоду 6,8 з 10, заявивши що, хоча це була «абсолютно пристойна нова глава шоу», серія відчувалась типовою для нинішнього сезону, замість того, щоб нагадувати старі епізоди.
2015 року Дена Кастелланету було номінувано на премію «Еммі» за «Найкраще озвучування» Гомера у цій серії.
Згідно з голосуванням на сайті The NoHomers Club більшість фанатів оцінили серію на 4/5 із середньою оцінкою 3,72/5.